# Hutchinson (издательство)
Hutchinson (или Hutchinson & Co.) — английское издательство, основанное в 1887 году. В 1985 году объединилось с Century Publishing. С точки зрения жанров чёткой специализации не имело.

## История
- Компания Hutchinson & Co. основана в Лондоне в 1887 году.
- В 1985 году в результате слияния компании с Century Publishing образовано издательство Century Hutchinson.
- В 1989 году объединённоую компанию приобретает издательский дом Random House UK, который в 1998 становится частью группы Bertelsmann.

## Издания
- В портфолио компании (до слияния с Century Publishing), помимо прочих находится первая книга писательницы Уны Люси Сильберрад — The Enchantress.
- Компания под маркой John Long опубликовала первые английские издания романов В. В. Набокова «Камера обскура» (Camera Obscura, 1936) и «Отчаяние» (Despair).

## Century Publishing
- Century Publishing специализировалась на книгах по гомосексуализму и связанным с ним проблемам. Постоянным заказчиком издательства влялась компания Evergreen International.
- Издательство публиковало все книги Джейсона Парка о том, как «преодолеть гомосексуальное влечение» и стать гетеросексуалом.[1] Его книги также были переведены на испанский язык.
- Кроме того Century Publishing поддерживает сайт SameSexAttraction.org, являющийся основным христианским веб-сайтом, помогающим людям преодолеть гомосексуальное влечение.[2]